# Pomacentrus microspilus
Pomacentrus microspilus là một loài cá biển thuộc chi Pomacentrus trong họ Cá thia. Loài này được mô tả lần đầu tiên vào năm 2005.

## Từ nguyên
Từ định danh chrysurus được ghép bởi hai âm tiết trong tiếng Hy Lạp cổ đại: micro (mikrós, "nhỏ") và spilos (spílos, "chấm"), hàm ý đề cập đến đốm nhỏ ở gần gốc sau của vây lưng của cá trưởng thành.

## Phạm vi phân bố và môi trường sống
P. microspilus là một loài đặc hữu của đảo quốc Fiji, được thu thập gần các rạn san hô trên nền đáy bùn ở độ sâu đến 30 m.

## Mô tả
Chiều dài lớn nhất được ghi nhận ở P. microspilus là 7,4 cm. Cá trưởng thành có màu nâu xám sẫm với có một đốm đen lớn bao quanh gốc vây ngực, thường có thêm một đốm đen nhỏ ở ngay sau vây lưng (đốm này rất lớn ở cá con). Nửa trên của mắt có viền màu trắng quanh đồng tử.
Số gai ở vây lưng: 13; Số tia vây ở vây lưng: 15; Số gai ở vây hậu môn: 2; Số tia vây ở vây hậu môn: 15–16; Số gai ở vây bụng: 1; Số tia vây ở vây bụng: 5; Số tia vây ở vây ngực: 16–18; Số lược mang: 21–24.

## Sinh thái học
Thức ăn của P. microspilus bao gồm tảo và các loài động vật phù du, thường hợp thành nhóm cùng kiếm ăn. Cá đực có tập tính bảo vệ và chăm sóc trứng.